# Jordi Cortés Morató
Jordi Cortés Morató (Barcelona, 1950). Profesor de filosofía especializado en la difusión de la filosofía y la historia del pensamiento a través de Internet y formatos hipertextuales. 

## Biografía
Estudió ciencias biológicas y filosofía en la Universidad de Barcelona, donde participó activamente como opositor al régimen dictatorial franquista, razón por la cual fue represaliado y encarcelado. Obtuvo la cátedra de filosofía de enseñanza secundaria después de un breve paso como profesor por la universidad de Barcelona. Ha colaborado en varias editoriales y se especializó en la filosofía de finales del siglo XIX y comienzos del siglo XX, en especial estudiando la filosofía de la biología y las variaciones en la concepción del espacio y el tiempo en la filosofía y la nueva ciencia emergente de principios del siglo XX. Dedicó sus estudios de doctorado a la filosofía de Henri Bergson.

## Obras
Como difusor de la filosofía colaboró en la redacción del Diccionario de Filosofía Gran Vox (Ed. Biblograf, Barcelona , 1991) y fue coautor del Diccionario de Filosofía en CD-ROM publicado por Editorial Herder de Barcelona (Tres ediciones sucesivas, con gran difusión, en 1996, 1998 y 1999), del cual fue también el autor del aspecto técnico, desarrollando el software de la edición en CD-ROM. También se encargó de la edición en CD-ROM de la gramática Programm. Alemán para hispanohablantes (Herder, Barcelona, 1997), así como de la edición en CD-ROM del Diccionario de construcción y régimen de la lengua castellana (Herder, Barcelona , Obra que mereció el Premio Príncipe de Asturias de Comunicación y Humanidades en 1999). También colaboró como Director de la edición de Pensadores Griegos de Theodor Gomperz (3 vols. Herder, Barcelona, 2000). 
Desde hace varios años es el webmaster de la Editorial Herder de Barcelona, y el webmaster de http://www.pensament.cat, web de difusión de la filosofía en versión catalana. Actualmente está desarrollando una versión “wiki” multilingüe de esta web que ofrece un amplio panorama de autores, conceptos y textos filosóficos que amplían y actualizan los datos que publicó en el mencionado Diccionario de Filosofía en CD-ROM.
También ha publicado varios artículos en diversas revistas de filosofía y su texto acerca de los “memes” (http://www.pensament.com/memes.htm) ha sido ampliamente citado. 
Participó como ponente en las jornadas El humanista digital celebradas en la Residencia de Estudiantes de Madrid bajo la coordinación de José Antonio Millán.